# Brunettia foliacea
Brunettia foliacea är en tvåvingeart som beskrevs av Duckhouse 1991. Brunettia foliacea ingår i släktet Brunettia och familjen fjärilsmyggor. Inga underarter finns listade i Catalogue of Life.